# Avro Lancaster

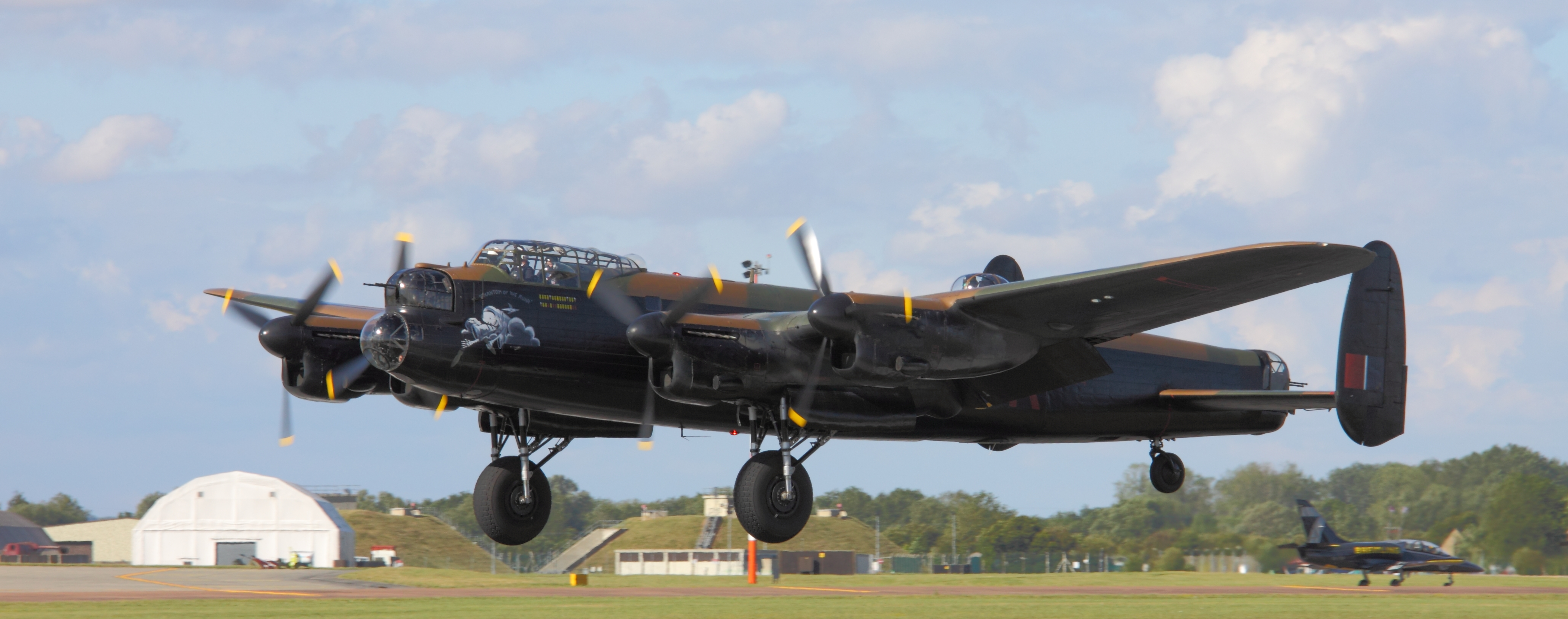
Avro Lancaster PA474

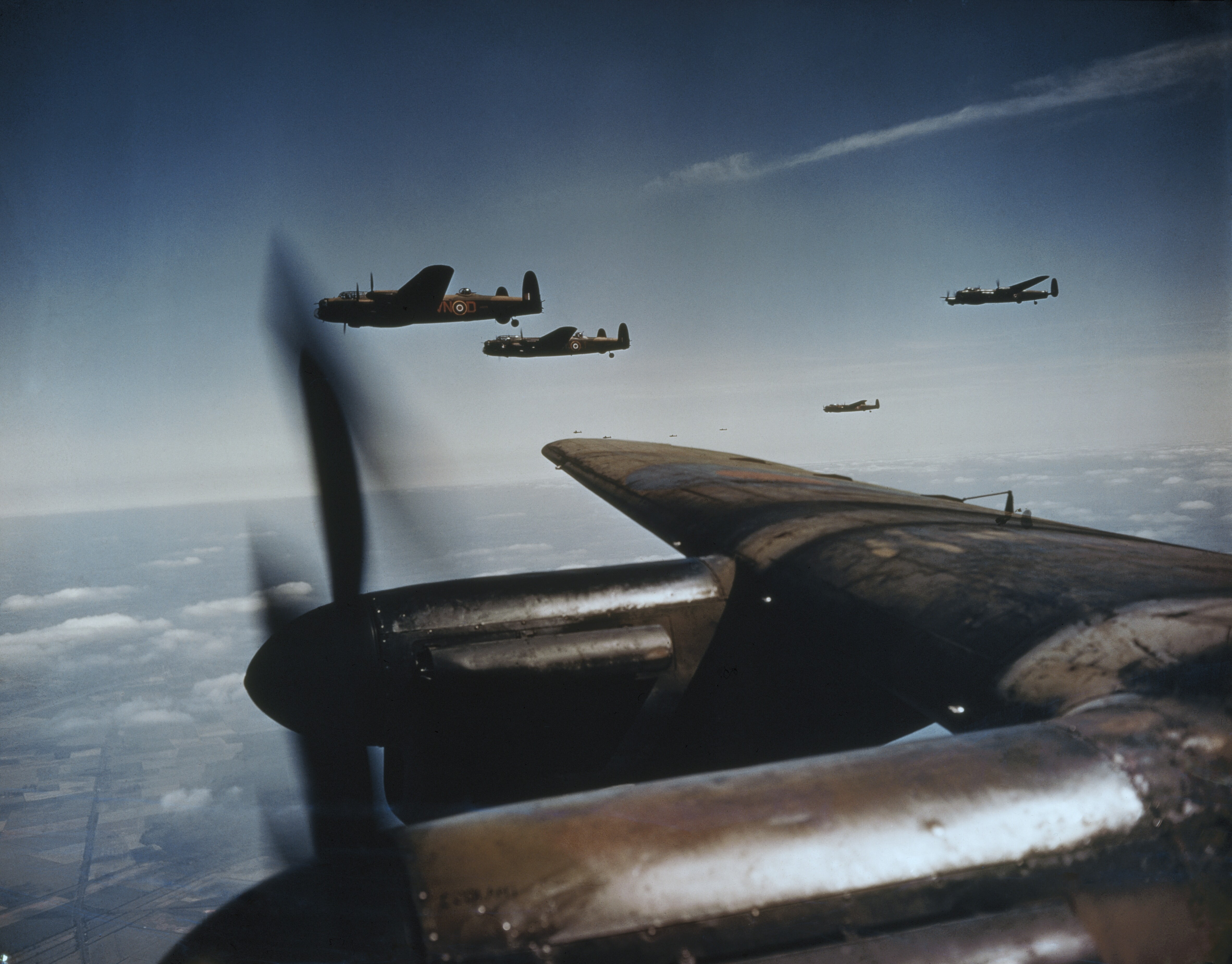
Avro Lancasters in loser Formation während des Zweiten Weltkriegs

Die Avro 683 „Lancaster“ (kurz: Lanc) ist ein viermotoriger Bomber der Zeit des Zweiten Weltkriegs aus britischer Produktion. Sie war der bekannteste Bomber der Royal Air Force und wurde ab März 1942 vom RAF Bomber Command eingesetzt.
Entwickelt vom Hersteller A.V. Roe and Company (Avro), wurden von 1941 bis 1946 insgesamt 7377 Maschinen in verschiedenen Versionen hergestellt. Damit erreichte die Avro Lancaster die höchste Produktionszahl aller viermotorigen britischen Typen vor der Handley Page Halifax (6176 Maschinen) und der Short Stirling (2380 Maschinen).

## Geschichte
Die Avro 683 entstand aus der Entwicklung der – ursprünglich zweimotorigen – Avro 679 „Manchester“. Die als Weiterentwicklung dieses Bombers gebaute Manchester Mk III mit der Seriennummer BT 308 hatte ein vergrößertes Flügelmittelstück und nun vier Triebwerke vom Typ Rolls-Royce Merlin X mit einer Leistung von je 1145 PS (854 kW). Sie erhielt unmittelbar nach ihrem Erstflug am 9. Januar 1941 den Beinamen „Lancaster“ und war der eigentlich erste Prototyp der 683er–Baureihe. Statt des dreiteiligen Ruders der erfolglosen Manchester Mark I wurde der zweite Prototyp, der nun Lancaster DG 595 hieß, mit dem Seitenleitwerk mit zwei Endscheiben der Manchester Mk IA modifiziert.

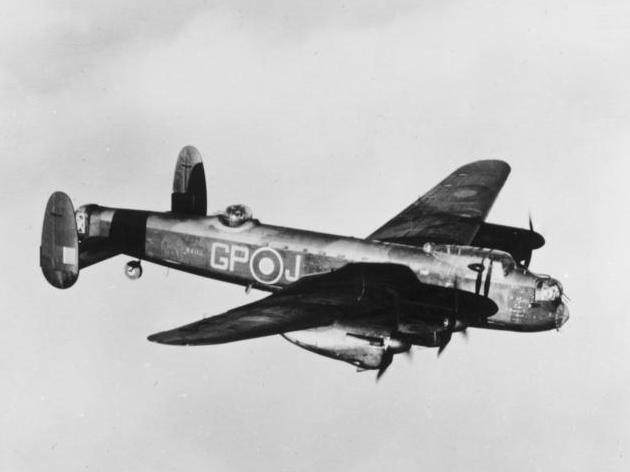
Britischer Bomber Avro Lancaster I mit Merlin-XX-Triebwerken im Flug

Insgesamt stellte Avro 3425 Lancaster B I her, die eine Metallkonstruktion war und maximal 6,35 Tonnen Bomben mitführen konnte. 33 der Maschinen wurden zur Lancaster „Special“ mit vergrößertem Bombenschacht für die schwerste konventionelle Bombe des Krieges, die 22.000 lb (9979 kg) schwere „Grand Slam“ des Konstrukteurs Wallis, umgerüstet. Die Lancaster B Mk.III ähnelte der B I, hatte aber in den USA mit Rolls-Royce-Lizenz gebaute Packard-Merlin-Motoren. Von der B III wurden 3039 Exemplare gebaut, 23 Maschinen hatten für die „Operation Chastise“ (Zerstörung von Möhne- und Edertalsperre) Aufhängungen für Rollbomben. 430 ähnliche B Mk.X wurden in Kanada hergestellt. Außerdem gab es 300 Stück der Ausführung B II mit Sternmotoren vom Typ Bristol Hercules VI oder XVI sowie 180 Lancaster B VII, die in einem Martin-Waffenstand auf der Rumpfoberseite ein Browning M2-Zwillings-MG des Kalibers .50 BMG (12,7 mm) hatten. 1942 flog erstmals die unter Verwendung der Tragflächen und des Leitwerks des Lancaster-Bombers entwickelte Passagier- und Transportmaschine Avro York.

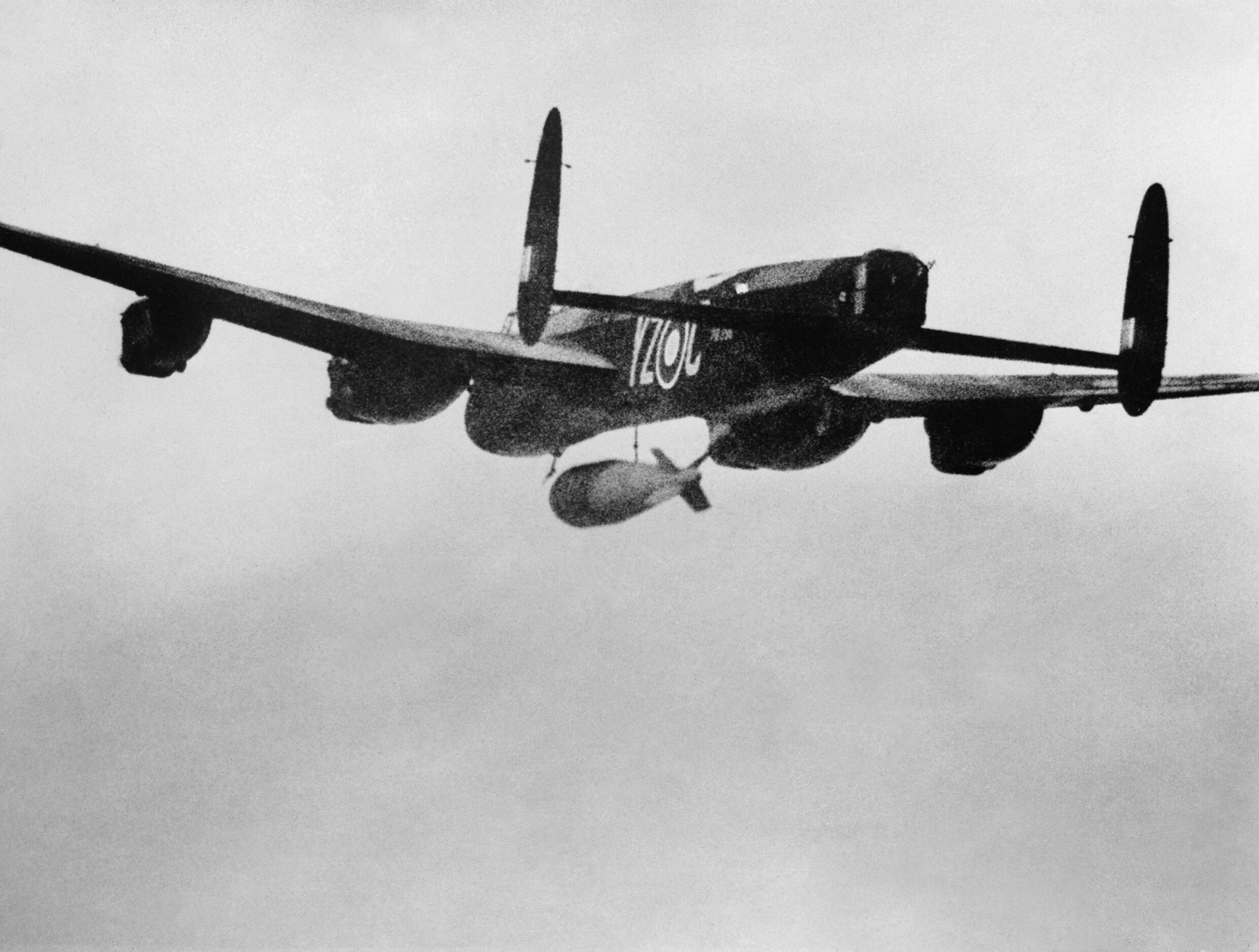
Avro Lancaster B I Special der No. 617 Squadron beladen mit einer Grand Slam–Bombe

Die übliche Abwehrbewaffnung bestand aus acht Maschinengewehren des Kalibers .303 British (7,7 mm), die in Waffenständen mit Zwillings-MG im Bug und auf der Rumpfoberseite sowie mit Vierlings-MG am Heck installiert waren.
Mit der "Aries" (Widder), einer Lancaster, pilotiert von Commander McKinley, flog die britische Luftwaffe im Herbst 1944 rund um die Welt. Zu Kriegsende im Mai 1945 bereitete die RAF eine Organisation vor, um Forschungsflüge über den geografischen und magnetischen Nordpol zu machen. „Diese Flüge bezwecken die Beobachtung der Navigation unter arktischen Verhältnissen sowie des Verhaltens des Kompasses, der Radioeinrichtungen und der automatischen Präzisionsberechnungsinstrumente, ferner das Sammeln von Daten für die Handhabung der Maschinen und der magnetischen und meteorologischen Verhältnisse.“
Das US-amerikanische Militär zog in Betracht, die Avro Lancaster zum Abwurf von Atombomben auf Japan zu verwenden, da sie die Grand Slam und Tallboy transportieren konnte. Der Aufwand zum Umbau, um Fat Man und Little Boy transportieren zu können, wäre außerdem geringer gewesen als bei der B-29. Leslie Groves und Henry H. Arnold bevorzugten jedoch ein US-amerikanisches Flugzeug.
Aus der Avro Lancaster wurde die Avro Lincoln entwickelt, das letzte von Kolbenmotoren angetriebene Muster des RAF Bomber Command.

## Einsatz

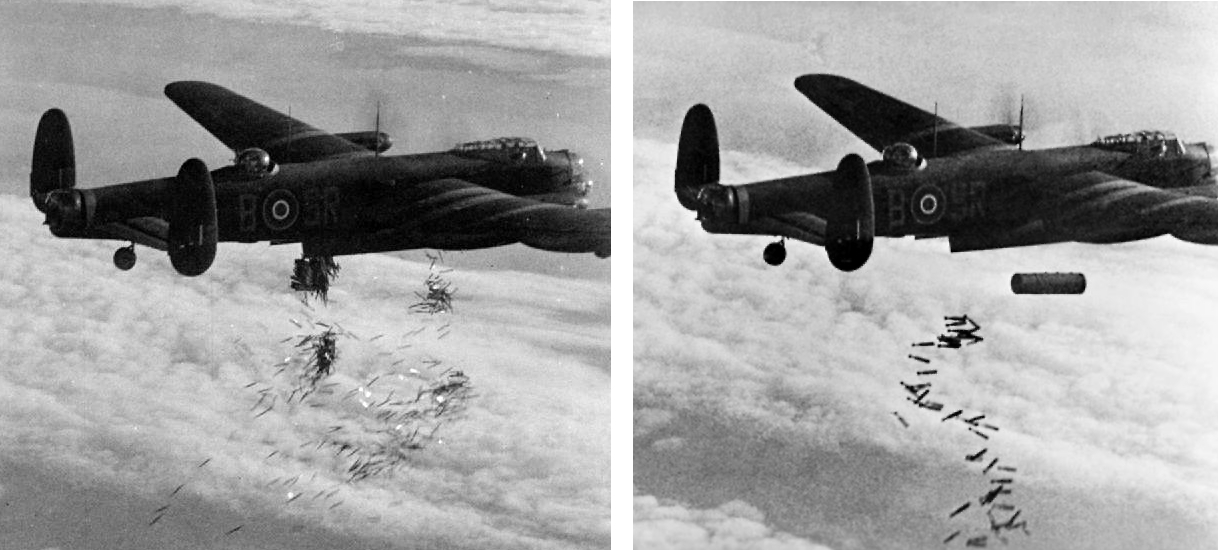
„ABC“–Lancaster beim Angriff auf Duisburg in der Nacht vom 14. auf den 15. Oktober 1944 (Operation Hurricane): erst Abwurf von Radartäuschmitteln (links), danach Abwurf von 108 Brandbomben und einer Luftmine vom Typ „Cookie“ (rechts)

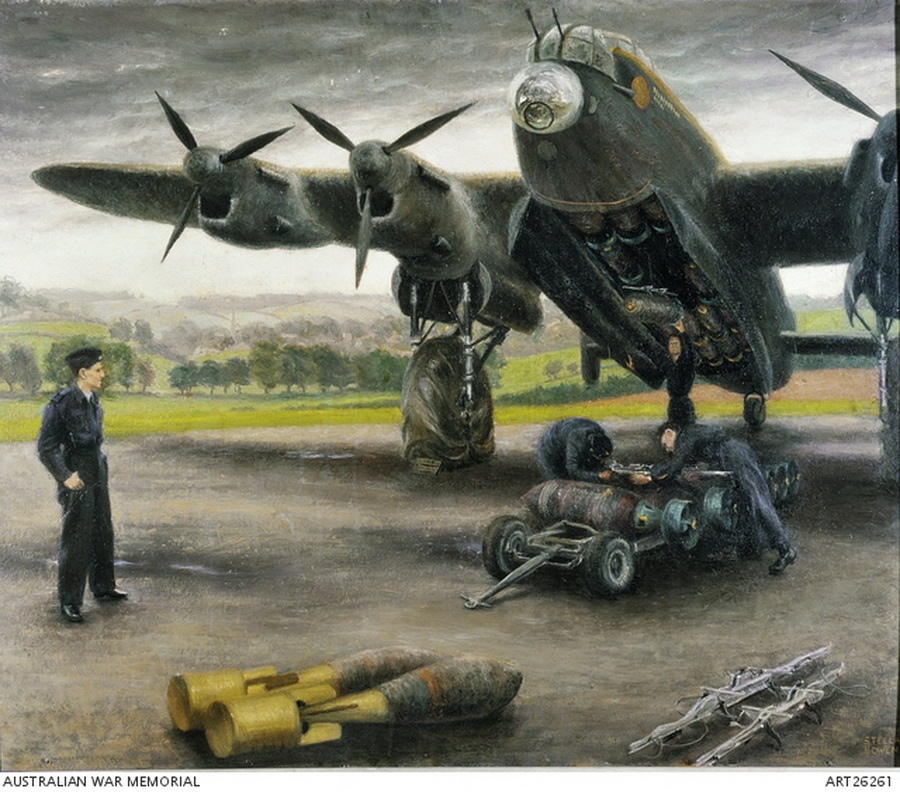
Stella Bowen: Bombing up a Lancaster for Wing Commander Douglas, 1944. Australian War Memorial, Canberra

Der von einer „Grand-Slam“-Bombe zerstörte Schildescher Viadukt bei Bielefeld

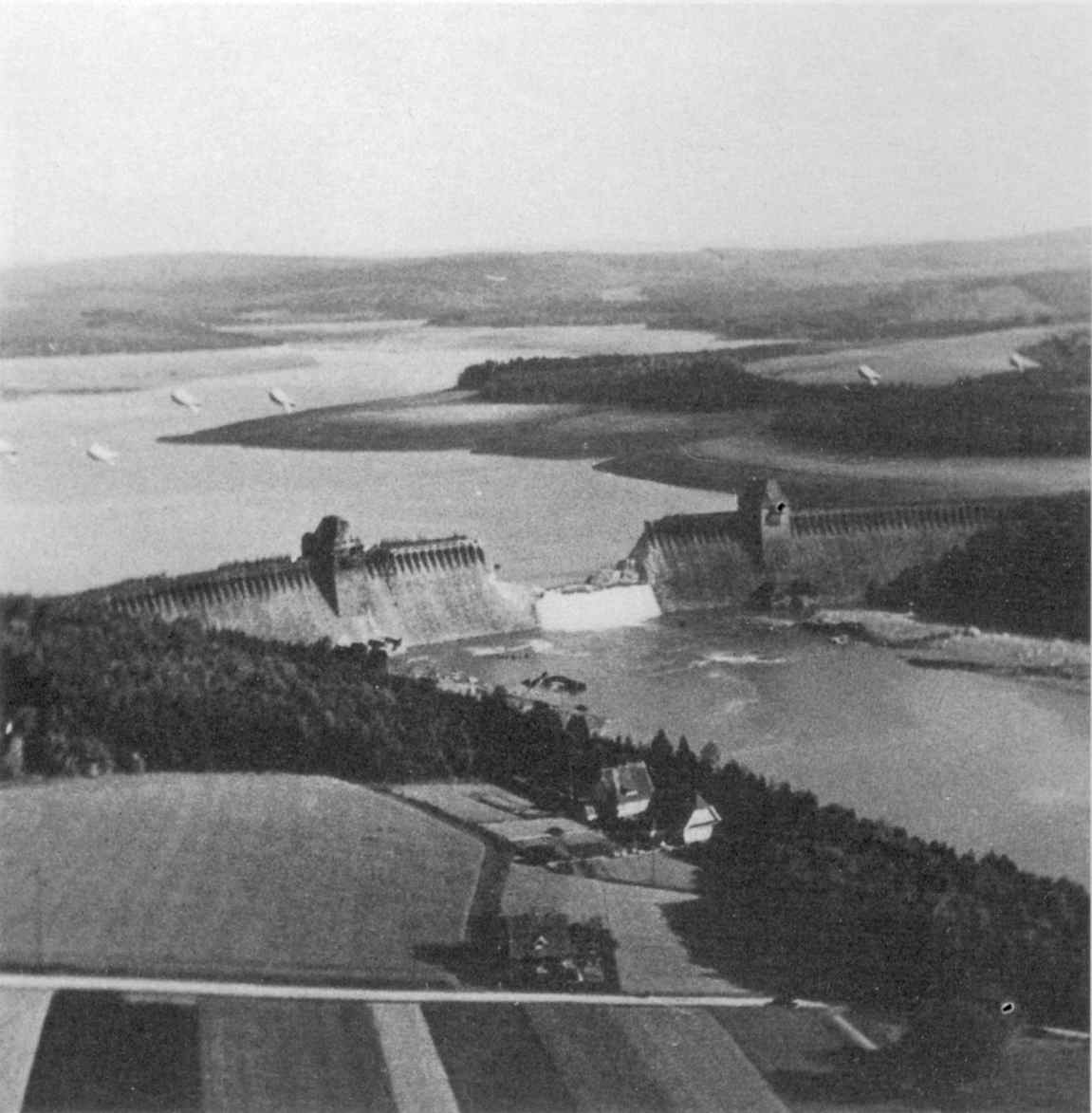
Die durch Rollbomben zerstörte Möhnetalsperre

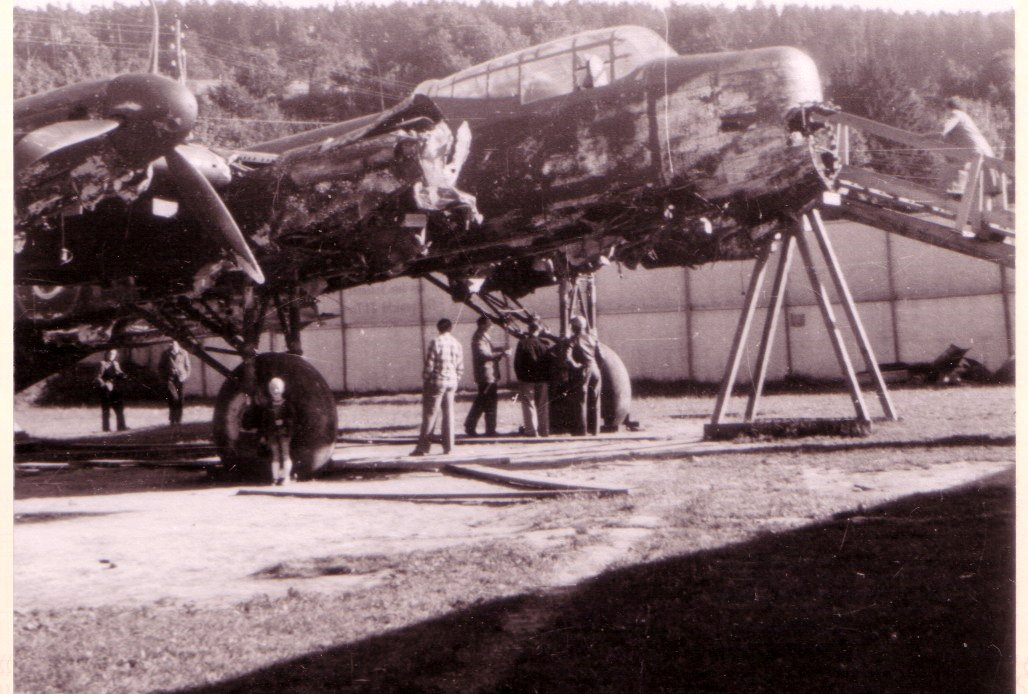
Im Frühjahr 1945 stürzte eine Lancaster in den Rhein. Sie wurde geborgen und am Schweizer Rheinufer aufgestellt – Bild 1954.

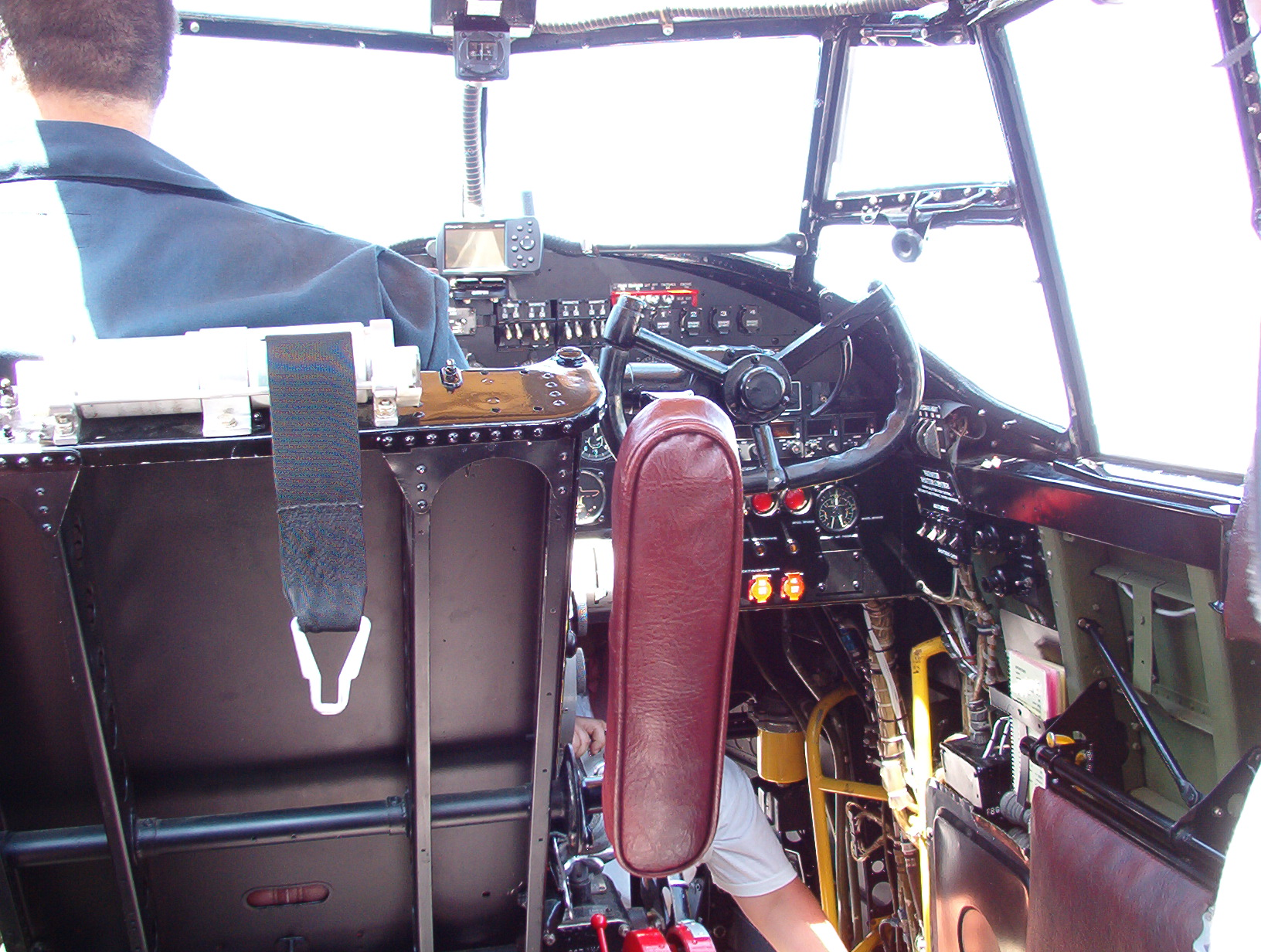
Cockpit einer Avro Lancaster

Die erste Avro Lancaster wurde Ende Dezember 1941 bei der RAF-Squadron 44 in Dienst gestellt. Ein erster Einsatz war am 2. März 1942, der erste Bombenabwurf erfolgte eine Woche darauf bei einem Luftangriff auf Essen, gefolgt vom Angriff auf das MAN-Werk in Augsburg am 17. April 1942. Lancasters kamen hauptsächlich bei Nachtangriffen auf deutsche Städte zum Einsatz. Sie flogen auch einige spezielle Angriffe, z. B. auf Möhnetalsperre und Edertalsperre, auf die Eisenbahnviadukte von Schildesche und Arnsberg mit „Grand Slam“-Bomben, brachten das deutsche Schlachtschiff Tirpitz mit 12.000 lb (5443 kg) schweren „Tallboy“-Bomben zum Kentern und bombardierten Hitlers Berghof bei Berchtesgaden am 25. April 1945. Insgesamt flogen Lancaster-Maschinen im Zweiten Weltkrieg über 156.000 Einsätze und warfen dabei 608.612 Long tons (= 618.000 t) Bomben ab. Etwa 3250 Lancaster gingen der RAF während des Krieges verloren, davon allein rund 2500 über Deutschland.
Die Lancaster wurde bis Anfang Februar 1946 ausgeliefert; acht Jahre später schieden die letzten Maschinen dieses Typs aus dem aktiven Dienst bei der RAF aus.

## Produktionszahlen
Die Lancaster wurde in Großbritannien bei A. V. Roe, Metro-Vickers, Vickers in Castle Bromwich und Chester, Armstrong Whitworth und Austin gebaut. In Kanada erfolgte der Bau bei Victory Aircraft.
| Version | A. V. Roe | Metro-Vickers | Vickers/Castle Bromwich | Armstrong Whitworth | Austin | Vickers/Chester | Victory | Summe |
| ------- | --------- | ------------- | ----------------------- | ------------------- | ------ | --------------- | ------- | ----- |
| Mk I    | 896       | 932           | 294                     | 880                 | 150    | 219             |         | 3371  |
| Mk II   |           |               |                         | 300                 |        |                 |         | 300   |
| Mk III  | 2745      | 136           |                         | 110                 |        |                 |         | 2991  |
| Mk VII  |           |               |                         |                     | 86     |                 |         | 86    |
| Mk X    |           |               |                         |                     |        |                 | 430     | 430   |
| Summe   | 3641      | 1068          | 294                     | 1290                | 236    | 219             | 430     | 7178  |

Bei Kriegsende befand sich die Mk VII noch in Produktion.
| Jahr              | Anzahl |
| ----------------- | ------ |
| 1941              | 18     |
| 1942              | 693    |
| 1943              | 1848   |
| 1944              | 2934   |
| bis 31. Juli 1945 | 1255   |
| Summe             | 6748   |

## Militärische Nutzung
Ägypten
- Ägyptische Luftstreitkräfte

 Argentinien
- Fuerza Aérea Argentina: 15 ab 1947

 Australien
- Royal Australian Air Force: 130

 Frankreich
- Aéronavale: 45 aus australischen Beständen ab 1952

 Kanada
- Royal Canadian Air Force

 Neuseeland
- Royal New Zealand Air Force

 Polen
- Polnische Luftstreitkräfte im Exil

 Schweden
- 1 Maschine als Tp 80 für Tests

 Vereinigtes Königreich
- Royal Air Force
- Fleet Air Arm

 Sowjetunion
- Luftstreitkräfte der Sowjetunion: Zwei von sechs nach dem Angriff auf das deutsche Schlachtschiff Tirpitz in der Nähe von Archangelsk notgelandete Maschinen konnten repariert werden; sie wurden kurze Zeit für Transport und Langstreckenaufklärung eingesetzt.

## Technische Daten

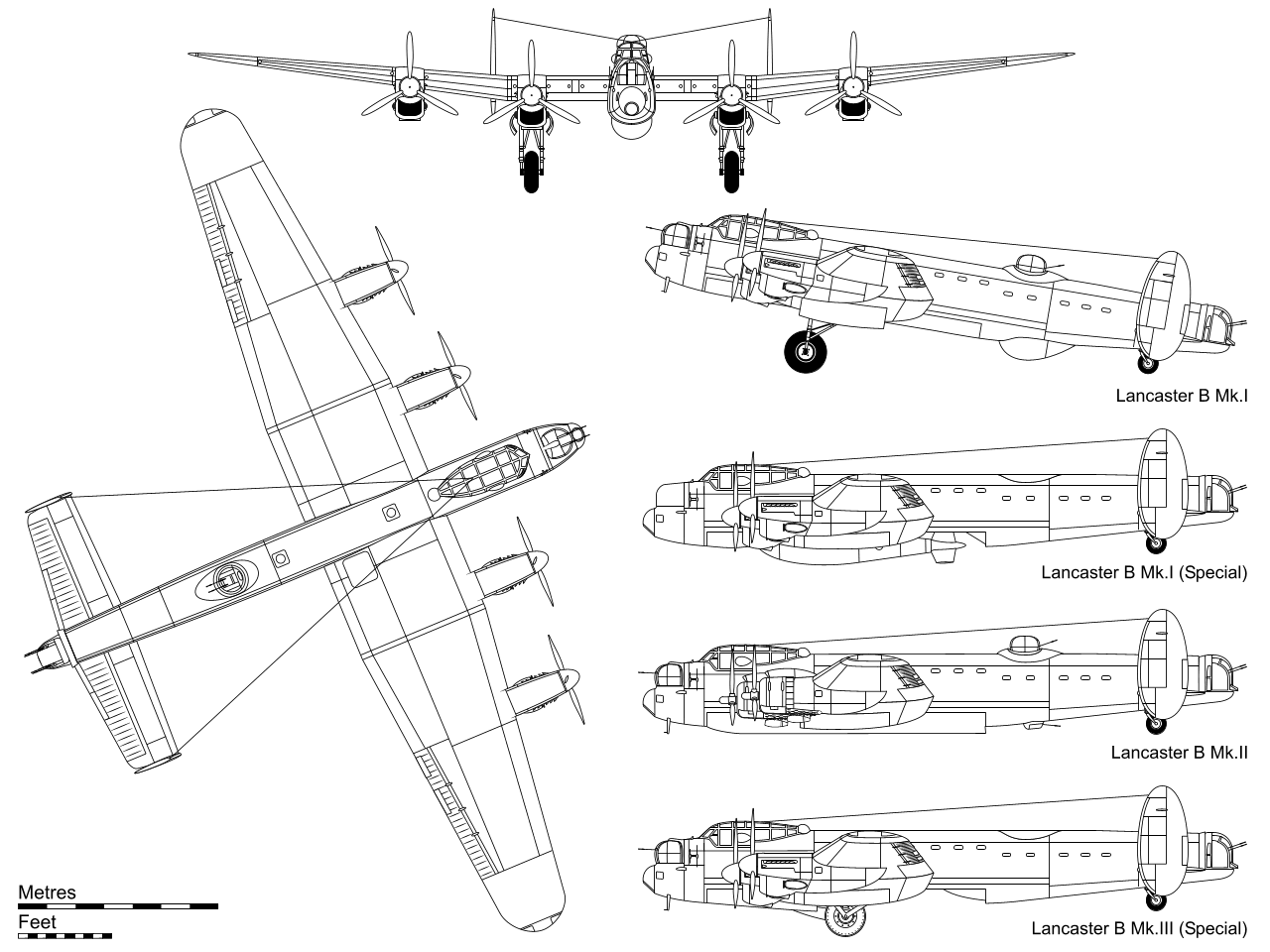
Avro Lancaster

| Kenngrößen            | Daten der Avro Lancaster B I                                |
| --------------------- | ----------------------------------------------------------- |
| Besatzung             | 7                                                           |
| Länge                 | 21,18 m                                                     |
| Höhe                  | 5,97 m                                                      |
| Spannweite            | 31,09 m                                                     |
| Flügelfläche          | 120,80 m²                                                   |
| Flügelstreckung       | 8,0                                                         |
| Leermasse             | 16.705 kg                                                   |
| normale Startmasse    | 30.800 kg                                                   |
| max. Startmasse       | 31.750 kg                                                   |
| Antrieb               | vier Rolls-Royce Merlin XX; je 1.280 PS (ca. 940 kW)        |
| Höchstgeschwindigkeit | 448 km/h in 5600 m Höhe                                     |
| Marschgeschwindigkeit | 338 km/h                                                    |
| Steigleistung         | 6095 m in 41 min mit Bombenhöchstladung                     |
| max. Reichweite       | 2675 km mit 6350 kg Bomben                                  |
| Dienstgipfelhöhe      | 7467 m                                                      |
| Bewaffnung            | 8× Browning-MG .303 British (7,7 mm), bis zu 6350 kg Bomben |

## Erhaltene Exemplare
Insgesamt sind heute noch 17 vollständige Avro Lancaster erhalten. Die meisten dieser Maschinen befinden sich in Luftfahrtmuseen in England, Australien und Kanada. Von den beiden noch flugfähigen Exemplaren ist eine Maschine Bestandteil der Battle of Britain Memorial Flight der Royal Air Force und auf dem Fliegerhorst RAF Coningsby in Lincolnshire stationiert. Die zweite Maschine gehört dem Canadian Warplane Heritage Museum in Hamilton (Kanada).
Im Deutschen Technikmuseum Berlin ist eine unrestaurierte Tragfläche einer Avro Lancaster ausgestellt, die 1997 aus dem Großen Wünsdorfer See geborgen wurde. Im oberbayerischen Walchensee liegt in ca. 30 m Tiefe auf dem Grund eine 1943 bei einem Angriff auf München abgeschossene und daraufhin notgelandete Lancaster.

## Bewaffnung
- zwei Browning-MG vom Kaliber .303 British (7,7 mm) in einem MG-Turm in der Nase
- zwei MG in einem Rückenturm, welcher den Luftraum über und neben dem Flugzeug sichert
- vier MG in einem Heckturm, der den Luftraum hinter dem Flugzeug sichert

Das Flugzeug besitzt keine nach unten gerichtete Bewaffnung. Deshalb entwickelten die Nachtjäger der deutschen Luftwaffe eine Taktik, um die Lancaster-Bomber leichter abzufangen: Sie flogen ihre Angriffe von unten. Außerdem verwendeten deutsche Nachtjäger nach oben gerichtete MG, genannt schräge Musik, mit denen sie unter den Bombern durchflogen und nach oben schossen.